# Nobuhiro Takeda
Nobuhiro Takeda (jap. 武田 修宏, Takeda Nobuhiro; * 10. Mai 1967 in Hamamatsu, Präfektur Shizuoka) ist ein ehemaliger japanischer Fußballspieler.

## Nationalmannschaft
1987 debütierte Takeda für die japanische Fußballnationalmannschaft. Takeda bestritt 18 Länderspiele und erzielte dabei ein Tor. Mit der japanischen Nationalmannschaft qualifizierte er sich für die Asienmeisterschaft 1992.

## Errungene Titel

### Mit der Nationalmannschaft
- Asienmeisterschaft: 1992

### Mit seinen Vereinen
- J. League: 1986/87, 1990/91, 1991/92, 1993, 1994
- Kaiserpokal: 1986, 1987
- J. League Cup: 1992, 1993, 1994

## Persönliche Auszeichnungen
- J. League Best Eleven: 1994